# Jérôme de Warzée
Vous pouvez aider à l'améliorer ou bien discuter des problèmes sur sa page de discussion.
- Il ne s’appuie pas, ou pas assez, sur des sources secondaires ou tertiaires. (Marqué depuis décembre 2020)
- Il contient une ou plusieurs listes. Le texte gagnerait à être rédigé sous la forme d’un ou plusieurs paragraphes synthétiques, afin d’être plus agréable à lire. (Marqué depuis septembre 2021)
- Il a besoin d'un nouveau plan. (Marqué depuis septembre 2021)

- Archive Wikiwix
- Bing
- Cairn
- DuckDuckGo
- E. Universalis
- Gallica
- Google
- G. Books
- G. News
- G. Scholar
- Persée
- Qwant
- (zh) Baidu
- (ru) Yandex
- (wd) trouver des œuvres sur Wikidata

Jérôme de Warzée, né Jérôme Le Maire de Warzée d'Hermalle est un humoriste et chroniqueur radiophonique belge né le 1er septembre 1970 à Uccle (Région de Bruxelles-Capitale).

## Biographie

### Famille et parcours
Jérôme de Warzée est le fils de Michel de Warzée, comédien et metteur en scène.
Il arrête sa scolarité à l'adolescence. Avant d'embrasser une carrière d'humoriste, il est moniteur d'auto-école et champion de Scrabble,, remportant à trois reprises le titre national belge.

### Carrière
Jérôme de Warzée débute dans un café-théâtre, Le Koek's. Son one-man-show intitulé La bombe textuelle le fait connaître du public en 2006.
En 2014, il a remporté 17 prix dans des festivals d'humour.

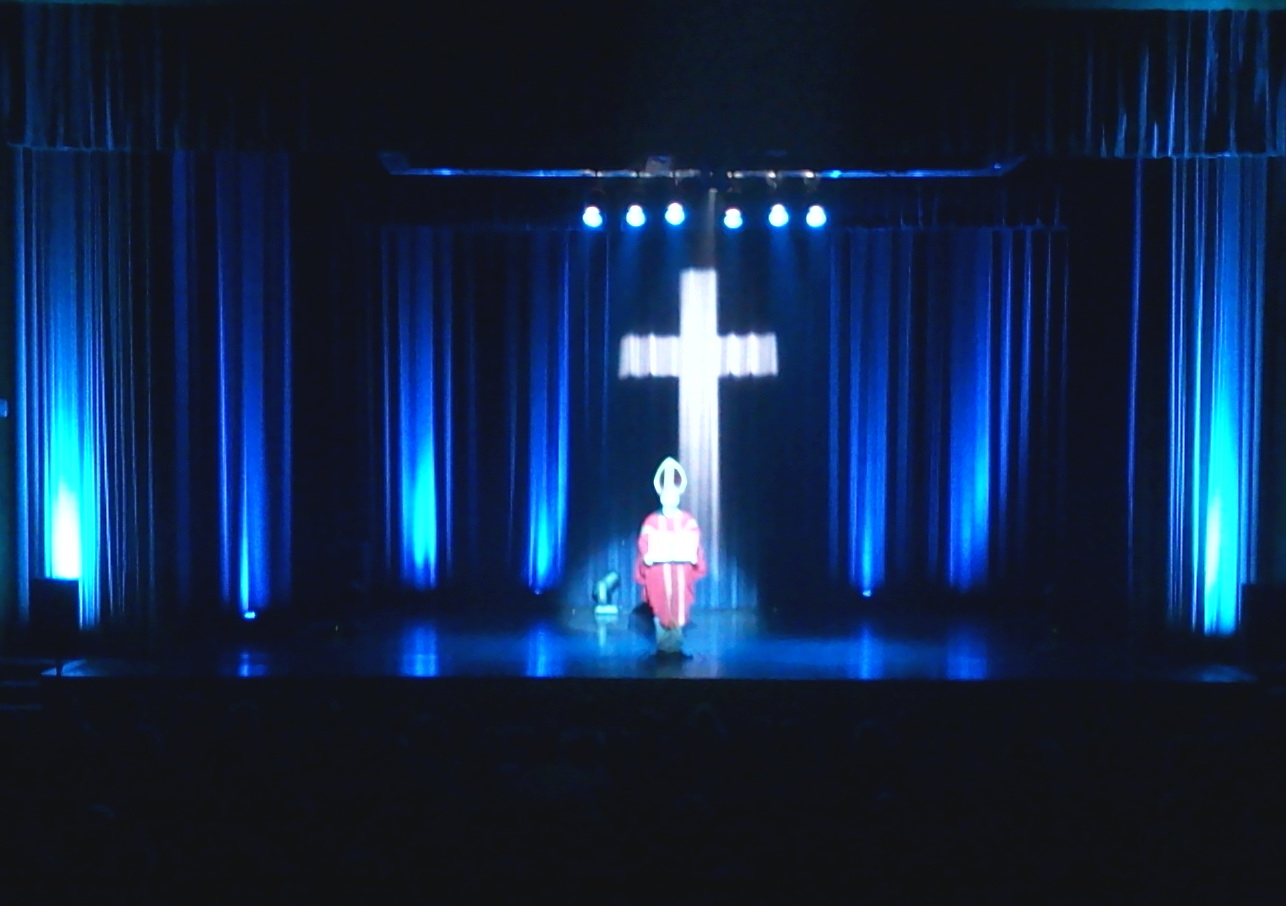
Extrait du spectacle The Chauve Must Go On de Jérôme de Warzée en 2013.

En 2009, il a une chronique à la RTBF.
En 2010, il intègre la matinale de la station de radio VivaCité (RTBF), où il présente chaque matin un billet d’humour intitulé « Un Cactus dans le Waterzooi », qui devient la chronique humoristique la plus écoutée en Belgique francophone.
Depuis octobre 2014 il présente chaque semaine une parodie de journal télévisé à la fin de l'émission 7 à la une à la RTBF appelé Télé-Cactus, avec Fabian LeCastel[réf. nécessaire].
Il interviewe en 2015 Charles Michel, alors Premier Ministre, lors d’une interview satirique dans le magazine Ciné Télé Revue.
Depuis 2015, il présente Le Grand Cactus qu'il a créé. Cette émission d’humour bimensuelle atteint des records d’audience,, sur la chaîne La 2. L'émission revisite l'actualité de façon parodique, avec des skechs, des photomontages, des chroniques, des faux reportages, des imitations, etc.,,. Selon La Libre, l'humour ne vole pas franchement haut, et La Libre indique que « Jérôme de Warzée a toujours revendiqué « la pantalonnade » à la « sauce belge » ». Il co-présente l’émission avec Adrien Devyver. En 2019, sa chronique sur des résultats d'élection provoque une réaction critique du secrétaire à l’asile et à la migration Théo Francken,.
Il travaille avec les Frères Taloche et Virginie Hocq,.

## Télévision
- Signé taloche, sur la Une[22]
- Pliés en 4, sur France 4[23]
- Le Belge comme Eddy, show sur la Une[24]
- Méfiez-vous des idées reçues[25]
- Revu et corrigé[26]

## Théâtre
- 2012 : Écriture d’un nouveau one-man-show : The Chauve Must Go On. Présenté au Koeks Théâtre[27]

## Publication
- Un cactus dans le waterzooï - Les chroniques télé, illustrations de Kanar, Cactus Inébranlable Éditions, 2012 (ISBN 978-2-930659-06-0).